# Ctenòfors
Els ctenòfors (Ctenophora, gr. 'portadors de pintes') són un embrancament d'animals diblàstics caracteritzats per la presència d'unes cèl·lules especialitzades, els col·loblasts, que produeixen una substància enganxosa emprada per capturar les preses. Són exclusivament marins i se n'han descrit 203 espècies. Molts recorden les meduses (cnidaris), raó per la qual varen ser agrupats a l'antic embrancament dels celenterats.

## Característiques generals
Molts ctenòfors són semblants a les meduses, però a diferència d'aquests que posseeixen cnidocits, els ctenòfors posseeixen col·loblasts, cèl·lules exclusives d'aquest grup, utilitzades per atrapar l'aliment (zooplàncton). Tenen simetria biradial o falsa simetria bilateral, presentant dos eixos de simetria. Uns pocs presenten simetria bilateral, però no és únic dintre dels radiats, ja que en l'embrancament dels cnidaris també apareixen alguns casos amb aquest tipus de simetria.
Tenen vuit files lineals de cilis que mouen sincronitzadament per nedar (els que ho fan; alguns viuen sobre el fons o sobre altres animals). Alguns tenen un parell de tentacles, d'altres no. No tenen aparells excretor, respiratori ni circulatori; sí que posseeixen aparell digestiu i sistemes nerviós i muscular.
Tenen bioluminescència que depèn de la mesoglea, en la qual, a més, hi ha les cèl·lules musculars per a les contraccions.
Encara que poc coneguts, són molt abundants en els mars de tot el món, constituint una elevada proporció de la biomassa del plàncton. Alguns tenen aparença semblant a meduses i altres de cuc aplanat en els fons oceànics.

## Anatomia

### Aparell digestiu
A continuació de la boca hi ha una faringe que segrega enzims i produeix una predigestió. A continuació apareix una zona ampla, l'estómac, que es ramifica en canals augmentant així la seva superfície per captar més aigua amb aliment; presenten vuit canals laterals en els que s'allotgen les gònades. A continuació de l'estómac, un altre canal arriba fins a la part superior, al recte, i es ramifica en quatre canals, dos porus excretors que comuniquen el digestiu amb l'exterior.

### Sistema nerviós
És un plexe (entramat) subepidèrmic de neurones per sota la derma i està repartit per tot el cos. Externament té vuit bandes de pales natatòries que parteixen del porus aboral i recorren el cos lateralment fins a la part inferior. Posseeixen cèl·lules ciliades, amb cilis fusionats en forma de pinta que es mouen. Les pales es comuniquen en la part superior amb l'orgue de l'equilibri o estatòcist. Quatre bandes flagel·lades es prolonguen a l'exterior de l'estatòcist i aquestes es comuniquen amb les pales.

## Reproducció i desenvolupament
Quasi tots els ctenòfors són hermafrodites monoics. Les gònades produeixen gàmetes que s'expulsen per l'orifici bucal i la fecundació es produeix a l'aigua. Fa una larva cidipèdia, planctònica ciliada i amb tentacles que originarà un adult.
L'embriogènia recorda en alguns aspectes la dels protòstoms. La segmentació és total i determinada. La gastrulació té lloc per epibòlia i invaginació. El mesènquima sembla derivar de l'endoderma, com en el cas dels cnidaris, així que s'ha de considerar com a ectomesoderma. La gàstrula es desenvolupa aviat en una larva cidipèdia, esfèrica o ovoidea, que neda lliurement. Les espècies planes de ctenòfors també posseeixen larves d'aquest tipus, cosa que confirmaria que els ctenòfors ovoides són més primitius.

## Taxonomia
Hi ha 203 espècies de ctenòfors reconegudes, encara que s'estima que sigui probablement l'embrancament animal amb el major nombre d'espècies per descobrir degut a la seva vida planctònica en els fons oceànics, de molt difícil accés. Els ctenòfors vivents estan dividits en dues classes, Tentaculata i Nuda.
- Classe Tentaculata. Conté de lluny la major quantitat d'espècies conegudes; i com indica el seu nom, posseeixen tentacles, encara que a vegades són vestigials. Es divideixen en vuit ordres:
  - Ordre Cydippida, (amb l'espècie Pleurobrachia pileus)
  - Ordre Platyctenida
  - Ordre Ganeshida
  - Ordre Thalassocalycida
  - Ordre Lobata
  - Ordre Cestida (amb l'espècie Cestum veneris)
  - Ordre Cryptolobiferida
  - Ordre Cambojiida

- Classe Nuda. Té només un ordre, Beroida (amb l'espècie Beroe gracilis). Es distingeixen per la completa absència de tentacles.
- Classe Scleroctenophora †. Grup extint del Cambrià amb un esquelet intern que donava suport al cos.[3]

## Filogènesi
Segons les dades de biologia molecular, estan en una posició de parentesc intermedi entre els triblàstics i els cnidaris, ja que tenen una capa intermèdia entre l'endoderma i l'ectoderma; no obstant això, aquesta capa no és d'origen mesodèrmic, suggerint que tendeixen al triblasticisme però sense arribar a aconseguir-lo. Alguns autors varen suposar que aquest fou l'embrancament del qual es varen desenvolupar els bilaterals, cosa que es considera avui poc probable; de fet, l'origen dels primers bilaterals (probablement platihelmints) no està encara resolt per trobar les teories sobre el seu origen).
Els següent cladograma mostra les relacions dels ctenòfors amb la resta d'animals:
|            | Placozoa                                               |
|            |                                                        |
| Planulozoa | \| \| Cnidaria \| \| \| \| \| \| Bilateria \| \| \| \| |
|            | \| \| Cnidaria \| \| \| \| \| \| Bilateria \| \| \| \| |
|            | Cnidaria                                               |
|            |                                                        |
|            | Bilateria                                              |
|            |                                                        |

|  | Cnidaria  |
|  |           |
|  | Bilateria |
|  |           |

|            | Placozoa                                               |
|            |                                                        |
| Planulozoa | \| \| Cnidaria \| \| \| \| \| \| Bilateria \| \| \| \| |
|            | \| \| Cnidaria \| \| \| \| \| \| Bilateria \| \| \| \| |
|            | Cnidaria                                               |
|            |                                                        |
|            | Bilateria                                              |
|            |                                                        |

|  | Cnidaria  |
|  |           |
|  | Bilateria |
|  |           |

|            | Placozoa                                               |
|            |                                                        |
| Planulozoa | \| \| Cnidaria \| \| \| \| \| \| Bilateria \| \| \| \| |
|            | \| \| Cnidaria \| \| \| \| \| \| Bilateria \| \| \| \| |
|            | Cnidaria                                               |
|            |                                                        |
|            | Bilateria                                              |
|            |                                                        |

|  | Cnidaria  |
|  |           |
|  | Bilateria |
|  |           |

|            | Placozoa                                               |
|            |                                                        |
| Planulozoa | \| \| Cnidaria \| \| \| \| \| \| Bilateria \| \| \| \| |
|            | \| \| Cnidaria \| \| \| \| \| \| Bilateria \| \| \| \| |
|            | Cnidaria                                               |
|            |                                                        |
|            | Bilateria                                              |
|            |                                                        |

|  | Cnidaria  |
|  |           |
|  | Bilateria |
|  |           |

El següent cladograma mostra la filogènia de l'embrancament dels ctenòfors a partir de dades morfològiques i moleculars de l'ADN codificant per a l'ARNr-18S:
|  | Nuda      |
|  |           |
|  | Cydippida |
|  |           |

|  | Lobata           |
|  |                  |
|  | Cestida          |
|  |                  |
|  | Thalassocalycida |
|  |                  |

|  | Nuda      |
|  |           |
|  | Cydippida |
|  |           |

|  | Lobata           |
|  |                  |
|  | Cestida          |
|  |                  |
|  | Thalassocalycida |
|  |                  |

|  | Nuda      |
|  |           |
|  | Cydippida |
|  |           |

|  | Lobata           |
|  |                  |
|  | Cestida          |
|  |                  |
|  | Thalassocalycida |
|  |                  |

|  | Nuda      |
|  |           |
|  | Cydippida |
|  |           |

|  | Lobata           |
|  |                  |
|  | Cestida          |
|  |                  |
|  | Thalassocalycida |
|  |                  |

|  | Nuda      |
|  |           |
|  | Cydippida |
|  |           |

|  | Lobata           |
|  |                  |
|  | Cestida          |
|  |                  |
|  | Thalassocalycida |
|  |                  |

|  | Nuda      |
|  |           |
|  | Cydippida |
|  |           |

|  | Lobata           |
|  |                  |
|  | Cestida          |
|  |                  |
|  | Thalassocalycida |
|  |                  |

|  | Nuda      |
|  |           |
|  | Cydippida |
|  |           |

|  | Lobata           |
|  |                  |
|  | Cestida          |
|  |                  |
|  | Thalassocalycida |
|  |                  |

|  | Nuda      |
|  |           |
|  | Cydippida |
|  |           |

|  | Lobata           |
|  |                  |
|  | Cestida          |
|  |                  |
|  | Thalassocalycida |
|  |                  |

|  | Nuda      |
|  |           |
|  | Cydippida |
|  |           |

|  | Lobata           |
|  |                  |
|  | Cestida          |
|  |                  |
|  | Thalassocalycida |
|  |                  |

|  | Nuda      |
|  |           |
|  | Cydippida |
|  |           |

|  | Lobata           |
|  |                  |
|  | Cestida          |
|  |                  |
|  | Thalassocalycida |
|  |                  |

|  | Nuda      |
|  |           |
|  | Cydippida |
|  |           |

|  | Lobata           |
|  |                  |
|  | Cestida          |
|  |                  |
|  | Thalassocalycida |
|  |                  |

|  | Nuda      |
|  |           |
|  | Cydippida |
|  |           |

|  | Lobata           |
|  |                  |
|  | Cestida          |
|  |                  |
|  | Thalassocalycida |
|  |                  |

|  | Nuda      |
|  |           |
|  | Cydippida |
|  |           |

|  | Lobata           |
|  |                  |
|  | Cestida          |
|  |                  |
|  | Thalassocalycida |
|  |                  |

|  | Nuda      |
|  |           |
|  | Cydippida |
|  |           |

|  | Lobata           |
|  |                  |
|  | Cestida          |
|  |                  |
|  | Thalassocalycida |
|  |                  |

|  | Nuda      |
|  |           |
|  | Cydippida |
|  |           |

|  | Lobata           |
|  |                  |
|  | Cestida          |
|  |                  |
|  | Thalassocalycida |
|  |                  |

|  | Nuda      |
|  |           |
|  | Cydippida |
|  |           |

|  | Lobata           |
|  |                  |
|  | Cestida          |
|  |                  |
|  | Thalassocalycida |
|  |                  |

Els detalls encara estan en dubte.